# Mai storie d'amore in cucina
Mai storie d'amore in cucina è una miniserie televisiva, con protagonisti Gigi Proietti e Stefania Sandrelli.

## Descrizione
L'attrice protagonista Bianca Guaccero interpreta Evelina, un'aspirante chef, mentre Gigi Proietti e Stefania Sandrelli interpretano i genitori di Evelina.
Il formato originario è quello della miniserie televisiva composta da 2 puntate; in questo formato, la fiction venne trasmessa in prima visione TV il 9 e il 10 maggio 2004 in prima serata su Rai 1. In seguito, la rete ammiraglia della Rai ha proposto una versione ridotta in formato film tv, cioè in un'unica puntata.

## Trama
Evelina, giovane ragazza cresciuta nella cucina della trattoria dei genitori, il burbero Marcello e la dolce Luisa, si reca a Barcellona per compiere uno stage con il grande cuoco spagnolo Fernando Barranco, Chef del noto ristorante "Gardenia". Grazie a favorevoli circostanze, i due trascorrono piacevoli momenti insieme. Scoccherà così il colpo di fulmine, complicato tuttavia da una lunga serie di tira e molla. Nel frattempo, dopo aver superato gli esami ed ottenuto il diploma da Chef, Evelina decide di aprire un ristorante alla moda in un ex-garage, assieme agli amici conosciuti alla scuola di cucina. Dopo un inizio difficoltoso, grazie all'aiuto dell'editore Gerardo, amico di Marcello, il "Garage" si conquisterà il titolo di ristorante "In" della città.